# Philip Anyolo
Philip Arnold Subira Anyolo (Tongaren, 18 mei 1956) is een Keniaans rooms-katholiek geestelijke. In 1996 werd hij tot bisschop gewijd en in 2019 werd hij aartsbisschop van Kisumu.

## Carrière
Philip Anyolo werd op 15 oktober 1983 tot priester gewijd en op 3 februari 1996 tot bisschop van Kericho. In 2003 werd hij bisschop van Homa Bay. Op 12 januari 2019 werd hij gewijd tot aartsbisschop van Kisumu. Hij werd ook voorzitter van de Keniaanse bisschoppenconferentie. Bisschop Anyolo pleit voor een natuurlijke geboorteregeling waarvoor echtparen worden opgeleid en ingezet om een gezinsprogramma te verspreiden, onder ander in de strijd tegen aids.